# 南太平洋
南太平洋是太平洋在赤道以南的海域，大約在南緯0～60度之间。南緯60度到南極的水域都可歸入南冰洋的範圍。而在一般的話語中實際跨赤道的中太平洋政區，如印尼和夏威夷等，都被歸入南太平洋的範圍，被視為等同熱帶海洋的世界觀。
南太平洋人煙稀少，中央有距離地球上各陸塊最遙遠的海域，名稱為海洋難抵極（尼莫點），至少要到2,688公里之外才有最近的陸地。然而南太平洋內也有數座星羅棋布的小島嶼。由於南太平洋位於環太平洋板塊的南部，所以在版塊邊沿都有很多火山島，主要集中在西南太平洋。這些火山島在數萬年間的人類遷徙過程中，都有人類居住，繁演成為今日在南太平洋地區的「太平洋文化圈」。在南太平洋諸國及紐西蘭的高等學府，都設有「太平洋學」研究當地的文化。
位於西南太平洋，比較重要的島國計有：
| 国家/岛屿                         | 首府                  | 面积 km² | 人口（人） | 国旗           |
| --------------------------------- | --------------------- | -------- | ---------- | -------------- |
| 斐济（Fiji）                      | 蘇瓦（Suva）          | 18274    | 849000     | 斐濟           |
| 所罗门群岛（the Solomon Islands） | 霍尼亞拉（Honiara）   | 28450    | 523000     | 所罗门群岛     |
| 新喀里多尼亞（New Caledonia）     | 努美阿（Nouméa）      | 18575    | 244410     | 新喀里多尼亞   |
| 法屬玻里尼西亞                    | 巴比提（Papeete）     | 4167     | 267000     | 法屬玻里尼西亞 |
| （Vanuatu.）                      | 維拉港（Port Vila）   | 12189    | 224564     | 瓦努阿图       |
| 萨摩亚（Samoa）                   | 阿皮亞（Apia）        | 2934     | 194320     | 萨摩亚         |
| （Tonga）                         | 努瓜婁發              | 748      | 116900     | 東加           |
| 庫克群島（Cook Islands）          | 阿瓦魯阿              | 240      | 19569      | 库克群岛       |
| 纽埃（Niue）                      | 阿洛菲                | 260      | 1630       | 紐埃           |
| 復活節島                          | 安加羅阿（Hanga Roa） | 163      | 5806       | 復活節島       |

## 相關
- 南太平洋 (紀錄片)：英國廣播公司2009年製作